# 장궁 (후한)

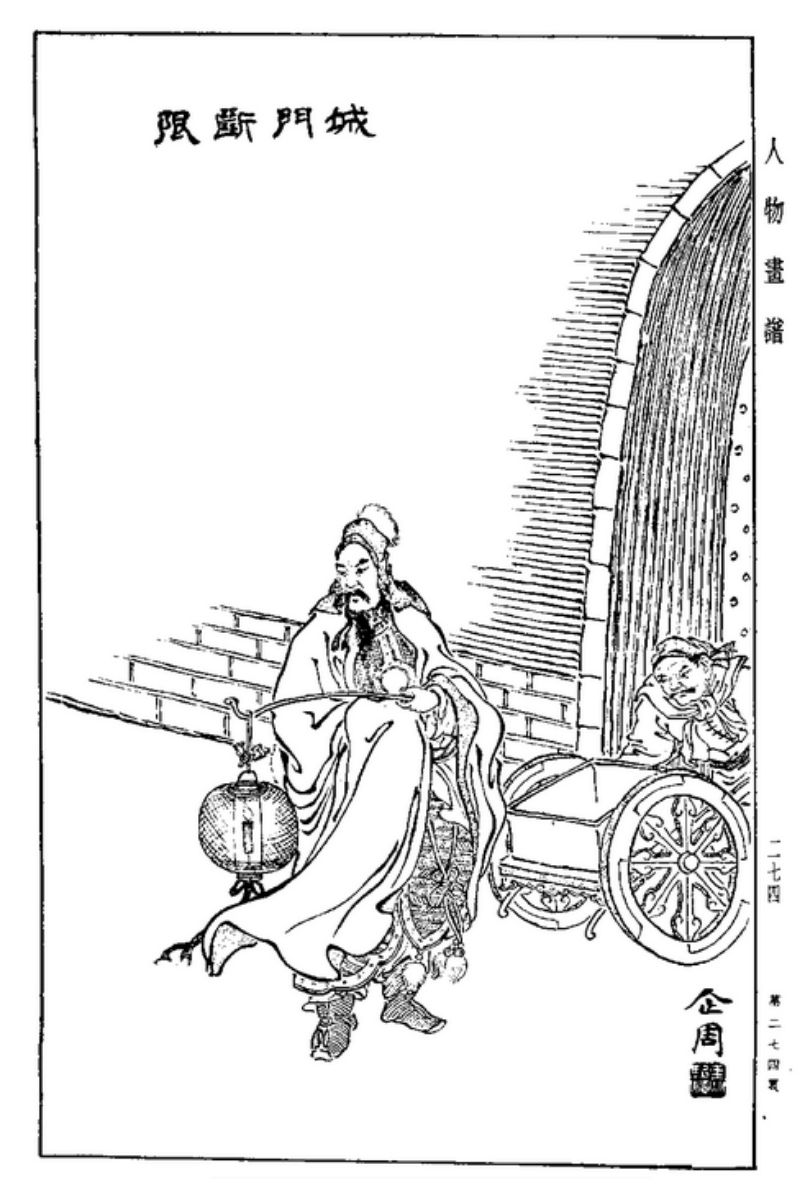
장궁

장궁(臧宮, ? ~ 58년)은 후한 초기의 관료로, 운대 28장이다. 자는 군옹(君翁)이며, 영천군 겹현 사람이다. 시호는 낭릉민후(朗陵愍侯)다.

## 생애
젊어서는 현의 정장(亭長)과 유요(游徼)을 지냈고, 빈객을 거느리고 녹림군의 일파인 하강병에 참여해 교위를 지냈다. 이후 녹림군의 다른 일파인 용릉병의 대장 유인의 동생 유수(후의 광무제)를 섬겨, 광무제의 하북 정벌에서 여러 군공을 세웠다.
25년(건무 원년), 광무제가 황제에 오르면서 기도위·시중이 되었고, 26년(건무 2년)에는 성안후에 봉해졌다.
27년(건무 3년)에는 돌기(突騎)를 거느리고 채준에게 속해 경시제의 장군 좌방(左防)·위안(韋顔)을 열양(涅陽)과 척(酈)에서 무찔렀다. 29년(건무 5년)에는 강하군의 대향(代鄕)·종무(鍾武)·죽리(竹里)를 굴복시켰다. 보위장군(輔威將軍)이 되었다.
31년(건무 7년)에는 기사후로 이봉되었고, 양군과 제음군을 평정했다.
35년(건무 11년), 중로(中盧)의 낙월(駱越)인 중에 주둔했는데, 2년 전에 성가의 장수 전융(田戎)·임만(任滿)·정범(程汎)이 후한 군을 무찌르고 남군의 형문(荊門)까지 진격했기에 후한의 잠팽이 이때까지 여러 차례 형문을 공격했으나 연이어 격퇴당했다. 이에 낙월인들이 동요해 성나라에 붙으려 하자, 병력이 부족해 이들을 억누르지 못했는데 마침 속현에서 보급 수레들이 오자 이를 끊임없이 이르게 해 낙월인에게 한나라 군대가 많은 것처럼 속였다. 이 허장성세는 성공해 낙월인들과 화합할 수 있었다. 이후 오한, 유륭, 유흠 등과 함께 형문에서 대치하는 후한 군의 증원으로 합류했다.
35년(건무 11년) 음력 윤3월, 후한 군이 형문에서 마침내 성군을 무찌르자, 따로 수작산(垂鵲山)에서 자귀까지 이르는 길을 내 강주까지 이르렀다. 이후 잠팽을 따라 부수(涪水)를 따라 평곡(平曲)을 무찔렀다. 성나라에서 연잠·여유·왕원·공손회를 보내 막자 음력 8월에 잠팽이 이들을 우회해 성나라 내부를 휩쓰는 동안 호군 양흡(楊翕)과 함께 항복한 군대 5만을 거느리고 평곡에서 수비했다. 거느린 군대는 많은데 수송은 어렵고, 현지 군현은 성나라와 후한 사이에서 관망할 뿐이라 현지조달도 원활하지 않았으며, 퇴각하자니 점령지를 모두 성나라에 반납하는 꼴이라 곤란했다. 그런데 마침 광무제가 잠팽에게 보낸 군대에 말 7백 필이 있었고, 장궁은 황제의 명령을 사칭해 이 말들을 가져가서 급히 진격해 성나라 군대를 위협했다. 어두운 새벽 사이에 군대를 산으로 올려보내 깃발을 잔뜩 세우고 북을 치고, 보병·기병·수군을 한꺼번에 나아가게 해 소리를 가득하게 했다. 성나라 대장 연잠은 한군의 진격 속도가 예상 밖이라 산에 올라 바라보고 크게 당황하니, 장궁은 이 틈을 타 공격해 성군을 크게 무찔러 침수(沈水)에 빠진 익사자와 참수자가 모두 만여 명이었다. 연잠은 성도로 도망쳤고, 남은 무리들의 투항을 받아 말과 보물 등을 얻었다.
이후에도 계속 북쪽으로 진격해 평양현(平陽縣)에서 성나라 장수 왕원의 항복을 받아냈으나, 왕원이 항복하고 1년여 간은 이렇다할 전과가 기록되지 않다가 36년(건무 12년) 음력 9월에는 부와 면죽을 잇따라 함락하고 공손회의 목을 베었다. 그리고 번과 비를 함락했고, 큰 성들을 도륙해 군대의 기세가 드높았다. 오한 역시 가는 곳마다 이겨 성도성에 이르렀는데, 장궁은 오한의 군에 방문해 큰 연회를 열어 성도성의 성군을 모멸한 채로 돌아갔으나 성군은 대항하지 못했다. 이후 성나라 황제 공손술과 장군 연잠의 항전을 받아 세 번 연이어 지기도 했으나, 이때 오한을 공격한 공손술이 치명적인 중상을 입어 성군이 혼란에 빠졌기에 오한과 장궁은 함께 성도성을 함락하고 성나라를 멸할 수 있었다. 성나라 멸망 후 광한태수가 되었다.
37년(건무 13년), 증봉되어 찬후가 되었고, 39년(건무 15년), 직임을 마치고 서울로 돌아와 봉조청이 되었으며, 낭릉후에 봉해졌다. 42년(건무 18년)에는 태중대부가 되었다.
43년(건무 19년), 무당의 제자 선신(單臣)과 부진(傅鎭)이 요언을 퍼뜨려 스스로 장군을 일컫고 원무를 장악하자, 북군(北軍)과 여양영(黎陽營)의 수천 군사를 거느리고 포위했으나 적이 군량이 많아 함락시키지 못하고 사상자만 났다. 이에 당시 동해왕으로 있던 명제의 계책에 따른 광무제의 칙서를 받아 포위망 한 쪽을 풀어주었고, 과연 적들이 흩어지니 그제야 선신과 부진 등을 베었다. 이후 성문교위, 좌중랑장을 역임했다. 무계(武谿)의 도둑을 쳐 강릉까지 이르러 항복시켰다.
영평 원년(58년)에 죽었다.

## 출전
범엽: 《후한서》 권18 오갑진장열전 중 장궁